# 黑台镇
黑台镇}是中国黑龙江省密山市下辖的一个镇，位于省东南部，距市区25 km、距鸡西市52 km、距兴凯湖34 km。下辖有11个村。

## 行政区划
桥头溪乡下辖以下地区：
庆先村、黑台村、农业村、塔头村、新福村、大城村、兴盛村、广新村、直正村、榆树村和共裕村。